# Yussuf Saleh
Yussuf Saleh (ur. 22 marca 1984 w Solnie) – etiopski piłkarz grający na pozycji pomocnika. Od 2010 jest zawodnikiem klubu Syrianska FC.

## Kariera klubowa
Swoją karierę piłkarską Yussuf rozpoczął w klubie Råsunda IS. Zadebiutował w nim w 2003. W 2004 został zawodnikiem AIK Fotboll, jednak nie zadebiutował w nim w pierwszej lidze szwedzkiej. W 2005 występował w Interze Orhoy, a w pierwszej połowie 2006 – w Hässelby SK. Z kolei w latach 2006–2008 był zawodnikiem klubu Vasalunds IF.
W połowie 2008 roku Saleh wrócił do AIK Fotboll. Swój debiut w nim zaliczył 10 sierpnia 2008 w przegranym 0:2 domowym meczu z Elfsborgiem. W 2009 wywalczył z AIK mistrzostwo Szwecji oraz zdobył Puchar Szwecji.
W 2010 Saleh przeszedł z AIK do drugoligowego zespołu, Syrianska FC. Na koniec roku awansował z Syrianską do pierwszej ligi Szwecji.

## Kariera reprezentacyjna
W reprezentacji Etiopii Yussuf zadebiutował w 2012. W 2013 został powołany do kadry na Puchar Narodów Afryki 2013.